# 1986–1987-es magyar jégkorongbajnokság
Az 50. első osztályú jégkorongbajnokságban hét csapat indult el. A mérkőzéseket 1986. november 19. és 1987. február 27. között rendezték meg.

## Az alapszakasz végeredménye
|    | Csapat              | M  | GY | D | V  | GK     | Pont |
| -- | ------------------- | -- | -- | - | -- | ------ | ---- |
| 1. | Újpest Dózsa        | 12 | 12 | 0 | 0  | 113-31 | 24   |
| 2. | Ferencváros         | 12 | 10 | 0 | 2  | 87-38  | 20   |
| 3. | Alba Volán          | 12 | 8  | 0 | 4  | 61-43  | 16   |
| 4. | Miskolci Kinizsi    | 12 | 6  | 0 | 6  | 47-43  | 12   |
| 5. | Dunaújvárosi Kohász | 12 | 2  | 1 | 9  | 35-72  | 5    |
| 6. | KSI                 | 12 | 2  | 0 | 10 | 36-95  | 4    |
| 7. | Jászberényi Lehel   | 12 | 1  | 1 | 10 | 32-89  | 3    |

Megjegyzés: A csapatok csak a megszerzett pontjaikat vitték tovább a rájátszásba.

## A rájátszás végeredménye

### 1-4. helyért
|    | Csapat           | M  | GY | D | V  | GK     | Pont |
| -- | ---------------- | -- | -- | - | -- | ------ | ---- |
| 1. | Újpest Dózsa     | 24 | 23 | 1 | 0  | 95-38  | 47   |
| 2. | Ferencváros      | 24 | 16 | 1 | 7  | 48-43  | 33   |
| 3. | Alba Volán       | 24 | 14 | 0 | 10 | 63-51  | 28   |
| 4. | Miskolci Kinizsi | 24 | 6  | 0 | 18 | 26-100 | 12   |

### 5-7. helyért
|    | Csapat              | M  | GY | D | V  | GK    | Pont |
| -- | ------------------- | -- | -- | - | -- | ----- | ---- |
| 5. | Jászberényi Lehel   | 20 | 6  | 2 | 12 | 28-26 | 14   |
| 6. | Dunaújvárosi Kohász | 20 | 5  | 2 | 13 | 25-30 | 12   |
| 7. | KSI                 | 20 | 4  | 2 | 14 | 25-22 | 10   |

## A bajnokság végeredménye
1. Újpest Dózsa
2. Ferencvárosi TC
3. Alba Volán
4. Miskolci Kinizsi
5. Jászberényi Lehel
6. Dunaújvárosi Kohász
7. Központi Sportiskola

## Az Újpest Dózsa bajnokcsapata
Ancsin János, Ancsin László, Balogh Béla, Bodor Zsigmond, Eperjessy Miklós (kapus), Farkas József, Flóra Péter, Füzesi József, Gogolák László, Horváth István, Kevevári Kálmán, Kovács Csaba, Kucsera Péter, Laki Péter, Lantos Gábor, Legéndy Imre, Leleszi Zoltán, Nagy Attila (kapus), Pápai Miklós, Pék György, Scheiber Zoltán, Szabó István
Edző: Szeles Dezső

## A bajnokság különdíjasai
- Az évad legjobb ifjúsági korú játékosa (Leveles Kupa): Szabó Miklós (KSI)